# Hjärter
Den här artikeln handlar om kortspelet hjärter. Hjärter (symbol: ♥) är även en av de fyra färgerna i den vanliga fransk-engelska kortleken.
Hjärter är ett kortspel i vilket spelarna ska undvika att ta hem stick som innehåller hjärterkort. Till detta spel har skapats flera utbyggnader och varianter, av vilka några går att betrakta som egna självständiga kortspel. Termen hjärterspel kan användas som samlingsnamn för alla dessa närbesläktade spel. Ett av dem är Svarta Maria, där förutom hjärterkorten även spader dam ska undvikas. Ibland är det detta spel som avses när man använder spelnamnet hjärter.
Antalet spelare ska vara minst tre och helst fyra. Om så behövs plockas en eller flera tvåor och eventuellt en trea bort ur leken så att alla får lika många kort var. Varje hemtaget hjärterkort straffas med en minuspoäng. Ibland gäller regeln att en spelare som tagit hem samtliga hjärter i stället belönas med pluspoäng.

## Varianter
I varianten prickhjärter, även kallad poänghjärter, ger korten olika minuspoäng beroende på valören. Draghjärter är en variant för två deltagare, där en del av korten bildar en talong, från vilken spelarna kompletterar sina händer under spelets gång. Också i varianten dominohjärter används en talong, som spelare måste dra kort från när den utspelade färgen saknas på handen.